# Troglohyphantes affinis
Troglohyphantes affinis là một loài nhện trong họ Linyphiidae.
Loài này thuộc chi Troglohyphantes. Troglohyphantes affinis được Wladislaus Kulczynski miêu tả năm 1914.